# Elite Model Management
Elite Model Management, también conocida como Elite, es una agencia de modelos francesa establecida en París. Fue fundada en 1972 por John Casablancas y Alain Kittler.
Las oficinas centrales de Elite están en París, sin embargo, la agencia tiene presencia internacional.

## Modelos representadas por Elite
| - Rebeca Campelo - Carolina Lombard - Jhon David Ruiz - Brigitte Nielsen - Iman Abdulmajid - Heather Kuzmich - Stephanie Adams - Fernanda Cornejo - Inés Sastre - Sigrid Agren - Heidi Albertsen - Carol Alt - Carolina Lombard - Alessandra Ambrosio - Franky Pierson - Mini Anden - May Andersen - Robin Arcuri - Jules Asner - camila garrido zaens 2016 - Emma B - Tyra Banks - Fernanda Cornejo - Diora Baird - Arlene Baxter - Alice Burdeu - Ana Beatriz Barros - Monica Bellucci - Elsa Benítez - Leslie Bibb - Juana Burga Cervera - Gisele Bündchen | - Naomi Campbell - Estelle Chen - Charlott Cordes - Cindy Crawford - Emina Cunmulaj - Cameron Diaz - Debbie Dickinson - Janice Dickinson - Joanie Dodds - Katarzyna Dolinska - Kirsten Dunst - Selita Ebanks - Shiina Eihi - CariDee English - Karen Elson - Tami Erin - Linda Evangelista - Terry Farrell - Isabeli Fontana - Ivelin Giro - Jaslene González - Jerry Hall - Lydia Hearst - Krini Hernández - Tricia Helfer - Kristy Hinze - Chiara Leone - Constance Jablonski - Famke Janssen - Neha Kapur - María Almenta - Valentino Cossio | - Liya Kebede - Riley Keough - Heidi Klum - Yasmin Le Bon - Noémie Lenoir - Nicole Lenz - Adriana Lima - Nicole Linkletter - Kristanna Loken - Andie MacDowell - Josie Maran - Lauren McAvoy - Catherine McCord - Jill McCormick - Stacey McKenzie - Dayana Mendoza - Marisa Miller - Karen Mulder - Raica Oliveira - Oluchi Onweagba - Sofie Oosterwaal - Tatjana Patitz - África Peñalver - Paulina Porizkova - Ujjwala Raut - Albert Reed - Maggie Rizer | - Coco Rocha - Anya Rozova - Renee Herbert - Elisha Herbert - Camilla Rutherford - Bruno Santos - Tracy Scoggins - Claudia Schiffer - Franky Pierson - Joan Severance - Stephanie Seymour - Ingrid Seynhaeve - Emma Sjöberg - Carrie Southworth - Ali Stephens - Shannon Stewart - Heather Stohler - Kim Stolz - Saleisha Stowers - Yfke Sturm - McKey Sullivan - Whitney Thompson - Uma Thurman - Alina Vacariu - Frederique van der Wal - Stefanía Fernández - Deanna Wright - Sal García - Sandrina Bencomo |

## Relación conAmerica's Next Top Model
Elite es la agencia de modelos que contrata a la ganadora del reality show America's Next Top Model desde la séptima temporada. Las modelos que han firmado con Elite son:
- Nicole Linkletter, de la quinta temporada (originalmente firmó con Ford Models).
- CariDee English, de la séptima temporada. En Nueva York y Los Ángeles.
- Jaslene González, de la octava temporada. En Nueva York y Los Ángeles.
- Saleisha Stowers, de la novena temporada. En Nueva York y Los Ángeles.
- Whitney Thompson, de la décima temporada. En Nueva York.
- Brittany "McKey" Sullivan, de la undécima temporada. En Nueva York.

Elite también ha contratado a competidoras que no ganaron el concurso:
- Shannon Stewart, segundo lugar en la primera temporada.
- Ann Markley, cuarto lugar en la tercera temporada.
- Kahlen Rondot, quien obtuvo el segundo lugar en la cuarta temporada.
- Kim Stolz, quinto lugar en la quinta temporada.
- Mollie Sue Steenis-Gondi, noveno lugar en la sexta temporada.
- Leslie Mancia, octavo lugar en la sexta temporada.
- Joanie Dodds, segundo lugar en la sexta temporada.
- Megg Morales, décimo lugar en la séptima temporada.
- Samantha Francis, duodécimo lugar en la octava temporada.
- Felicia Provost, décimo lugar en la octava temporada.
- Sarah VonderHaar, octavo lugar en la octava temporada.
- Heather Kuzmich, quinto lugar en la novena temporada.
- Katarzyna Dolinska, quinto lugar en la décima temporada.
- Anya Kop, segundo lugar en la décima temporada.

## Celebridades representadas por Elite
- Kendall Jenner.
- Ashley Judd.
- Drew Barrymore.
- Cameron Diaz.
- Kim Delaney.
- Uma Thurman.
- Brigitte Nielsen.
- Kirsten Dunst.